# Partido La Plata
La Plata ist ein Partido südöstlich der Stadt Buenos Aires in der Provinz Buenos Aires in Argentinien. Der Verwaltungssitz ist die gleichnamige Stadt La Plata, die auch als Hauptstadt der Provinz dient. La Plata ist das Zentrum des städtischen Ballungsraums Gran La Plata. Laut einer Schätzung von 2019 hat der Partido 708.733 Einwohner auf 926 km².

## Städte und Ortschaften
- Abasto
- City Bell
- El Peligro
- Joaquín Gorina
- Lisandro Olmos
- La Plata (Hauptstadt)
- Los Hornos
- Manuel B. Gonnet
- Melchor Romero
- Ringuelet
- Tolosa
- Villa Elvira
- Villa Elisa